# داني لوبيز سوتو
داني لوبيز سوتو (بالإنجليزية: Danny López Soto)‏ هو سياسي أمريكي، ولد في 1944 في الولايات المتحدة، وتوفي في 16 أغسطس 2011. حزبياً، نشط في الحزب التقدمي الجديد.